# Ала (Плутон)
Ала је назив за једну од тамних подрчија у регији "Боксер" на патуљастој планети Плутон. Добила је име по Али, божанству од Игбо народа.